# 처녀 B세포
처녀B세포(virgin B cell) 또는 순수B세포(naive B cell)는 항원에 노출된적이 없는 항체형성과 관련된 주요한 세포들의 원자료가 될수있는 B세포의 성질을 가리킨다.
일단 항원에 노출되면, 나이브 B 세포(순수B세포)는 기억 B 세포 또는 원래 결합된 항원에 특이적인 항체를 분비하는 플라즈마 세포(plasma cell)가된다. 플라즈마 세포는 순환기간에서 오래 지속되지 않으며, 이는 매우 오랜 기간 동안 지속되는 기억 세포와 대조적이다. 기억 세포는 그들의 특정 항원에 의해 활성화될 때까지 항체를 분비하지 않는다.

## 항체형성과 관련된 주요한 세포들
순수B세포는 항원에 노출됨으로써 T세포의 도움을 받아 항원 및 항체정보를 저장하는 '기억 B세포' 또는 항체를 단기간에 다량으로 생산할 수 있는 '플라즈마 세포'로 진행할 수 있다.

## 같이 보기
- 림프구
- 자연살해세포